# Pseudospiridentopsis
Pseudospiridentopsis là một chi rêu trong họ Trachypodaceae.